# Eric Fitzgibbon
Eric John Fitzgibbon (* 27. August 1936 in Taree, New South Wales, Australien; † 24. Januar 2015 in Sandgate, New South Wales, Australien) war ein australischer Politiker, der von 1984 bis 1996 für die Australian Labor Party den Wahlkreis Hunter im Repräsentantenhaus vertrat. Sein Sohn Joel folgte ihm auf diese Position.

## Leben
Fitzgibbon studierte an der University of New England und wurde Lehrer. Er war 15 Jahre lang im Stadtrat von Cessnock City und dort von 1981 bis 1983 Bürgermeister. Danach ging er für den Wahlkreis Hunter in die Bundespolitik.
Fitzgibbon starb im Januar 2015 im Alter von 78 Jahren.